# 제천 덕주산성
제천 덕주산성(堤川 德周山城)은 충청북도 제천시 한수면에 있는 삼국시대의 성곽이다. 1983년 3월 30일 충청북도의 기념물 제35호로 지정되었다.

## 개요
충청북도 제천시 월악산의 남쪽에 있는 이 산성은 돌로 쌓은 통일신라시대의 산성으로, 내성과 외성으로 되어있다.
문경과 충주를 잇는 도로를 차단하는 전략적인 요충지이기 때문에 차단성의 기능을 지닌 이 성은 고려 고종 43년(1256) 몽고군이 충주를 공략하자 갑자기 구름, 바람, 우박이 쏟아져 적군들은 신이 돕는 땅이라 하여 달아났다고 한다. 또 조선 말기에는 명성황후가 흥선대원군과의 권력다툼에서 패배할 것을 예상하고 은신처를 마련하려고 이곳에 성문을 축조하였다고 한다.
둘레가 32670척(9800m)에 이르렀던 성벽은 거의 무너졌으나, 조선시대에 쌓은 남문·동문·북문의 3개 성문이 남아 있다. 남문은 동창으로부터 문경으로 통하는 도로에 무지개모양으로 만든 홍예문으로 되어있고, 좌우를 막은 석벽은 내외 겹축으로 길이가 100간이다. 덕주골 입구에 있는 동문은 남문과 비슷하며, 새터말 민가 가운데 있는 북문은 내외에 홍예가 있으며 홍예 마룻돌에는 태극 모양이 조각되어 있다.
덕주산성은 내·외 5겹의 성벽이 있는데 축조연대가 각기 달라 매우 중요한 자료로 평가되고 있다.

## 현지 안내문
이 산성은 월악산의 남쪽 기슭에 있는 상덕주사를 중심으로 하여 그 외곽을 여러 겹으로 둘러쌓은 석축산성이다.
상덕주사의 외곽을 둘러 산 상성(내성으로 제1곽), 상·하덕주사를 감싼 중성(제2곽, 일명 동문주변)과, 그 외곽으로 하성(제3곽)이 있으며, 송계 계곡인 월천의 남쪽을 막아 쌓은 남문과, 북쪽의 북문을 이루는 관문형식의 외곽성(제4곽) 등 네 겹으로 이루어진 매우 큰 규모의 석성이다.
고려 고종 때 몽고의 침입시 월악대왕의 가호와, 월악신사 등과 관련한 항몽의 유적지이기도 하며, 조선 중종 때 내성을 축조하고, 임진왜란때에도 역할을 하였으며, 조선말기에는 명성황후와도 관련이 있는 등 역사적인 면에서도 중요한 역할을 하였던 대표적인 사적이다. 최근에 남문의 문루를 복원하였으며, 성벽도 일부 보수하고 있다.

## 참고 자료
- 제천 덕주산성 - 국가유산청 국가유산포털